# Roland Mouflard
Roland Mouflard (né le 9 janvier 1985 à Monaco) est un homme politique monégasque. Élu conseiller national en février 2023, il exerce la fonction de vice-président de la Commission des finances et de l’économie nationale, chargé du volet entreprises et innovation. En parallèle de son mandat, il dirige le cabinet de conseil ATS Monaco Consulting qu’il a cofondé en 2022, et il a également représenté Monaco en escrime lors de compétitions internationales dans les années 2000.

## Biographie
Né et élevé en Principauté, il obtient un baccalauréat scientifique au Lycée Albert-Ier de Monaco à l’âge précoce de 16 ans. Titulaire d’un master « Programme Grande École » de l’EDHEC Business School, il entame une carrière financière à la Société Générale, successivement à Paris puis à Londres avant de revenir en Principauté, pour reprendre la gestion de l’entreprise familiale en difficulté. Par la suite, travaille six ans comme auditeur financier chez KPMG, puis deux ans comme business manager à la banque Edmond de Rothschild à Monaco. Devenu consultant indépendant en 2020, il cofonde en 2022 ATS Monaco Consulting, un cabinet spécialisé dans la gestion de projet et d’externalisation de fonctions risques et sécurités, dont il est l’un des deux associés dirigeants.

### Carrière sportive
Escrimeur (épée), il représente Monaco aux Jeux méditerranéens de 2005, Jeux méditerranéens de 2009 et Jeux méditerranéens de 2013 ainsi qu'aux Championnats du monde d'escrime 2013, ou il atteint le second tour , meilleure performance d’un escrimeur monégasque à ce jour.

### Engagements environnementaux
En 2021, il fait partie des lauréats du concours organisé par la Mission pour la transition énergétique de Monaco visant à récompenser les initiatives locales de réduction des déchets. Son salon de coiffure Odyssée – un commerce familial engagé dans le recyclage des cheveux et la diminution des plastiques – remporte alors l’un des trois prix décernés. Cet engagement professionnel illustre son intérêt pour les questions environnementales, qu’il promeut également dans le débat public monégasque,.

## Parcours politique

### Premiers engagements
Candidat en 2018 sur la liste « Priorité Monaco » conduite par Stéphane Valeri, il n’est pas élu.

### Élection de 2023
Le 5 février 2023, il est élu conseiller national sur la liste d’union L’Union menée par Brigitte Boccone-Pagès, qui remporte les 24 sièges de l’assemblée.

### Fonctions au Conseil national
Il est désigné vice-président pour les entreprises et l’innovation de la Commission des finances et de l’économie nationale.

### Actions et prises de position
Au Conseil national, Roland Mouflard s’est illustré par plusieurs prises de position. Rapporteur du projet de loi n°1104 contre le tabagisme, adopté à l’unanimité en mai 2025, il a soutenu le relèvement à 18 ans de l’âge légal d’achat de tabac et l’interdiction des cigarettes électroniques jetables, n’hésitant pas à qualifier la nicotine de « poison » lors des débats. Concernant la mobilité durable, il s’est opposé au projet de parking-relais de la Brasca (3 500 places) : en décembre 2024, il juge ce projet coûteux et peu efficace écologiquement, le qualifiant même d’« aberration écologique » qui « ne convaincra pas les usagers »,. Par ailleurs, en tant que vice-président de la Commission des finances, il soutient activement la modernisation du droit des sociétés monégasques ; il a appuyé par exemple la création d’une forme unipersonnelle de SARL (SURL), finalement intégrée dans la réforme votée en avril 2025,.

### Représentation internationale
Membre suppléant de la délégation monégasque à l’Assemblée parlementaire de l’OSCE.